# Tamara Smbatjan
Tamara Smbatjan (ukrainisch Тамара Смбатян, wissenschaftliche Transliteration Tamara Smbatjan, englische Transkription Tamara Smbatian; * 19. März 1995 in Iwano-Frankiwsk, Ukraine) ist eine ukrainische Handballspielerin, die für die ukrainische Nationalmannschaft aufläuft.

## Karriere

### Im Verein
Smbatjan gehörte fünf Jahre dem Kader der Damenmannschaft von HK Halytschanka Lwiw an. Nachdem die Rückraumspielerin im Jahr 2015 mit Halytschanka die ukrainische Meisterschaft gewonnen hatte, schloss sie sich dem polnischen Erstligisten Olimpia-Beskid Nowy Sącz an. Nach dem Abstieg von Olimpia-Beskid Nowy Sącz stand sie in den Spielzeiten 2017/18 und 2018/19 beim polnischen Erstligisten Energa AZS Koszalin unter Vertrag.
Smbatjan schloss sich im Sommer 2019 dem rumänischen Erstligisten CS Măgura Cisnădie an. Nachdem Smbatjan in der Saison 2019/20 insgesamt 15 Treffer für Măgura Cisnădie erzielt hatte, wechselte sie zum Ligakonkurrenten CSM Corona Brașov. Seit dem Sommer 2021 steht sie beim ungarischen Erstligisten Alba Fehérvár KC unter Vertrag.

### In Auswahlmannschaften
Smbatjan nahm mit der ukrainischen Studentenauswahl an der Sommer-Universiade 2015 teil. Für die Ukrainische Handballnationalmannschaft bestritt sie bislang 19 Länderspiele. Mit der Ukraine nahm sie an der Weltmeisterschaft 2023 teil und schloss das Turnier auf dem 23. Platz ab. Smbatjan erzielte im Turnierverlauf 25 Treffer.